# Эрлих, Дитер
Дитер Вальтер Эрлих (нем. Dieter Walter Ehrlich, 20 сентября 1941, Дона, Германский рейх) — восточногерманский хоккеист (хоккей на траве), нападающий.

## Биография
Дитер Эрлих родился 20 сентября 1941 года в немецком городе Дона.
Играл в хоккей на траве за ТуС из Йены.
В 1964 году вошёл в состав сборной ОГК по хоккею на траве на Олимпийских играх в Токио, занявшей 5-е место. Играл на позиции нападающего, провёл 9 матчей, забил 6 мячей (по два  в ворота сборных Канады и Кении, по одному — Нидерландам и Испании).
В 1968 году вошёл в состав сборной ГДР по хоккею на траве на Олимпийских играх в Мехико, занявшей 11-е место. Играл на позиции нападающего, провёл 8 матчей, забил 1 мяч в ворота сборной Мексики.
В 1962—1968 годах провёл за сборную ГДР 61 матч.